# 카구야 님은 고백받고 싶어 ~천재들의 연애 두뇌전~
《카구야 님은 고백받고 싶어 ~천재들의 연애 두뇌전~》(かぐや様は告らせたい〜天才たちの恋愛頭脳戦〜 가구야사마와 고쿠라세타이 덴사이타치노 렌아이 즈노센[*])은 아카사카 아카에 의해 만들어진 일본의 만화 작품이다. 약칭은 《카구야 님》(かぐや様 가구야사마[*]). 《미라클 점프》(슈에이샤)에서 2015년 6월호부터 2016년 2월호까지 연재되었고 《주간 영 점프》(슈에이샤)로 옮겨 2016년 17호부터 2022년 49호까지 연재되었다.
스핀 오프 작품으로서, 《이웃집 영 점프》에서 2018년 6월 14일부터 2020년 6월 25일까지 연재된 사카야마 산타 작화의 《카구야 님은 고백받고 싶어 동인판》, 《주간 영 점프》 2018년 34호부터 2022년 49호까지 연재된 G3이다 작화의 《카구야 님을 이야기하고 싶어》가 있다.
2020년 1월 23일 2020년 1월 23일 제65회 쇼가쿠칸 만화상 일반향 부문을 수상했다. 전세계에서 시리즈 누계 발행 부수는 2022년 12월 시점에서 2200만 부를 돌파했다.

## 줄거리
장래가 기대되는 수재들이 모이는 명문교 슈치인 학원(秀知院学園). 그 학생회의 멤버인 부회장 시노미야 카구야와 학생회장 시로가네 미유키는 서로 매료되고 있지만, 너무 높은 자존심이 방해를 해서 반년이 지나도 고백할 수 없다. 솔직할 수 없는 두 사람은 어느새 자신으로부터 고백하는 것을 '패배'라고 여기고, '어떻게 상대방이 말하게 할까'만을 생각하게 된다. 그리고 영화 티켓이나 연락처 교환 등을 둘러싸고 서기 후지와라 치카와 엮이며 권모술수를 다하는 '연애 두뇌전'을 펼친다.

## 등장인물
등장인물의 이름은 《다케토리모노가타리(카구야 공주)》에서 유래했다고 공식 팬북에서 밝혀졌다.
성우는 TV 애니메이션의 성우, 배우는 실사 영화의 배우다.

### 고등부 학생회
시노미야 카구야(四宮 かぐや)
성우 - 코가 아오이 / 배우 - 하시모토 칸나
본작의 여자 주인공. 미유키와 결혼해서 미유키의 아내. 고등부 2학년 A반→3학년 A반의 여학생. 학생회 부회장. 궁도부에 소속되어 있으며, 실력은 전국 대회 수준이다. 1월 1일생. AB형.
총자산 200조엔을 자랑하는 거대 재벌 《시노미야 그룹》의 영애이며, 에리카에서는 '2학년의 공주군'이라고 평가된 외모의 미소녀. 첩의 아이로, 이복형이 3명 있다. 막내 딸이다.
긴 검은 머리카락을 뒤로 묶고 있으며, 리본 색상에는 변형이 있다. 교정되고 있지만 왼손잡이로, 힘은 왼손이 강하다. 청각이 민감하고 큰 소리에 약하다. 가슴의 크기는 작고 , 치카의 큰 가슴에 대해서는 복잡한 심경을 가지고 있다.
시로가네 미유키(白銀 御行)
성우 - 후루카와 마코토 / 배우 - 히라노 쇼
본작의 남자 주인공. 카구야와 결혼해서 카구야의 남편. 고등부 2년 B반→3년 A반의 남학생. 학생회 회장. 전 학생회 서무. 9월 9일생. O형.
아버지와 여동생의 3인 생활로, 아버지는 시로가네와 똑같은 외모, 여동생은 같은 학원의 중등부에 다니고 있다.
머리카락의 색은 밝지만 단순한 만화적 표현이며, 순일본인이다. 장시간의 공부때문에 근시안이 되고 있고, 극도의 수면 부족 탓으로 눈매가 나쁜 것을 콤플렉스로 하고 있다. 좋아하는 것은 굴. 학원 내에서는 소수파인 일반 계층의 출신이며, 고등학교로부터의 외부 입학. 통학(왕복 2시간)에는 자전거를 사용한다. 본편 개시로부터 잠시 동안은 스마트폰을 소지하고 있지 않았다. '천재인 것'을 스스로 인정하고, 편차치 77 전후와 높은 학력 레벨을 자랑하는 학원 내에서 항상 성적 1위를 유지, 전국 모의고사에서도 톱을 다투는 학력을 가진다. 게다가 그 모범적인 행동도 있어 학생으로부터의 촉망을 한 몸에 모아 번뇌도 가지고 있다고 생각되는 등 실제로 이상으로 미화한 이미지로 보여지고 있다.
후지와라 치카(藤原 千花)
성우 - 코하라 코노미 / 배우 - 아사카와 나나
고등부 2학년 B반→3학년 A반의 여학생. 학생회 서기. 테이블 게임부에 소속. 세 자매 중 차녀. 3월 3일생. O형.
해외여행과 라멘을 좋아한다. 라멘에 관해서 메뉴의 선택이나 먹는 방법을 라멘통에게 칭찬받은 적도 있지만, 먹은 요리에 대해 특이한 고찰을 말하고 부끄러워하기도 한다. 토마토는 싫어한다.
느슨한 웨이브를한 세미 롱 헤어로, 전두부에 '극흑 리본'이라고 이름 지은 나비 리본을 붙이고 있다. 가슴이 크고 종종 카구야가 질투한다. 천진난만하고 상냥한 성격이지만, 상당한 천연으로 비상식적인 면이 있어, 주위로부터도 '분위기를 읽을 수 없다'라고 말해지지만 전혀 신경쓰지 않는다.
이시가미 유우(石上 優)
성우 - 스즈키 료타 / 배우 - 사노 하야토
고등부 1학년 B반→2학년 A반 남학생. 학생회 회계. 3월 3일생. O형.
영세 완구 메이커의 차남이며, 그 회사의 경리를 보고 있다. 어머니의 영향을 받아 꽃을 좋아하며 꽃말 등을 잘 안다. 항상 기분 나쁜 나른한 표정을 짓고 머리카락은 눈이 가려질 정도로 길다. 목에는 헤드폰을 매달고 있다.
이이노 미코(伊井野 ミコ)
성우 - 토미타 미유 / 배우 - 카게야마 유우카
고등부 1학년 B반→2학년 A반 여학생. 5월 5일생. O형. 신장은 147cm.
입학시부터 학년 1위를 유지하는 수재이지만, 성실하고 융통성이 없는 성격이다. 오타쿠 취미를 가진 여자로, 남성에게 오로지 긍정되는 것이나, 심음이라고 하는 특수한 음성 데이터를 BGM로서 애용하는 등 이상한 성벽도 가지고 있다.

### 고등부 2학년
하야사카 아이(早坂 愛)
성우 - 하나모리 유미리
고등부 2학년 A반→3학년 A반의 여학생. 시노미야 그룹 간부의 딸로, 아일랜드인의 쿼터. 4월 2일생(공칭). AB형.
시노미야가를 섬기는 하인이자 카구야의 시녀. 집안은 대대로 시노미야가에 충성을 맹세하는 가문이며, 카구야를 서포트하는 인원으로서 소등부부터 계속해서 슈치인 학원에 보내지고 있다. 카구야는 자매와 마찬가지로 자라며 카구야에 대해서는 주인이기 전에 여동생과 같은 존재라고 스스로 말하고 있다.
카시와기 나기사(柏木 渚)
성우 - 아사쿠라 모모
고등부 2학년 B반→3학년 A반 여학생. 자원봉사부 부장. 짧은 머리로 머리를 묶고 있다. 6월 25일생. B형.
대형 조선회사 회장의 딸로 경단련 이사의 손자. 성적도 상위 한 자릿수에 들 정도로 우수했지만 날개 테스트 순위가 오르는 것과 반대로 약간 떨어지고 있다.
타누마 츠바사(田沼 翼)
성우 - 야시로 타쿠
고등부 2학년 B반→3학년 A반의 남학생. 자원봉사부 소속. 8월 25일생. A형.
시로가네에게 연애 상담해 나기사에 대한 고백에 성공한다.
시죠 마키(四条 眞妃)
성우 - 이치노세 카나
고등부 2학년 B반→3학년 A반의 여학생. 자원봉사부 소속. 1월 1일생. AB형.
시노미야가의 분가로, 카구야의 방계 비속에 해당한다. 친적을 존중한다는 명목으로 카구야를 고모라고 부르고 있지만, 카구야는 싫어한다.
키노 카렌(紀 かれん)
성우 - 아사히나 마도카
스핀오프 《카구야 님을 이야기하고 싶어》의 메인 캐릭터. 고등부 2학년 C반→3학년 A반.
코세 에리카(巨瀬 エリカ)
성우 - 아사이 아야카
스핀오프 《카구야 님을 이야기하고 싶어》의 메인 캐릭터. 고등부 2학년 C반→3학년 A반.
스루가 스바루(駿河 すばる)
성우 - 모리시타 유우카
고등부 2학년 A반→3학년 A반인 여자. 모 유명 IT회사 사장의 딸. 하야사카와 친하다.
히노구치 마린(火ノ口 三鈴)
성우 - 누쿠이 유카
고등부 2학년 A반→3학년 A반인 여자. 광고 대행사 대표의 딸. 하야사카와 친하다.
류쥬 모모(龍珠 桃)
성우 - 하야미 사오리
고등부 2학년 C반인 여자. 현 천문부 부장. 전 학생회계.
토요사키 사부로(豊崎 三郎)
성우 - 오노 마사무
고등부 2학년 B반인 남자. 시로가네의 친구. 야구부 소속.
카자마츠리 고우(風祭 豪)
성우 - 오카노 유우

### 고등부 1학년
오사라기 코바치(大仏 こばち)
성우 - 히다카 리나
고등부 1학년 B반인 여자. 풍기위원. 6월 6일생. B형. 모자 가정. 투명하지 않은 안경을 쓰고 있어 독자에게는 눈이 보이지 않지만, 미코나 오노데라에게 엄청난 미인이라고 말해지고 있다.
오노데라 레이(小野寺 麗)
성우 - 타카다 유우키
고등부 1학년 B조인 여자. 라크로스 부 소속. 5월 17일생. O형. 남동생과 여동생이 있다. 유명 보석 브랜드 사장의 딸.
마키하라 코즈에(小野寺 麗)
성우 - 코우노 마리카
고등부 1학년 A반인 여자. 테이블 게임 부원.

### 고등부 3학년
코야스 츠바메(子安 つばめ)
성우·배우 - 후쿠하라 하루카
고등부 3학년 A반인 여자. 신체조부 소속. 4월 4일생. A형. 오빠가 있다. 세계적인 바텐더 겸 주요 음식 회사 지역 관리자의 딸.
카제노(風野)
성우 - 무라타 타이시
고등부 3학년 B반인 남자. 럭비 부 소속. 체육제의 홍팀 응원단 단장. 이시가미에게 체육제가 끝나도 단장이라 불리고 있다.
테라시마(寺島)
성우 - 혼이즈미 리나
고등부 3학년 A반인 여자. 테이블 게임 부원.
아텐보 유메(阿天坊 ゆめ)
성우 - 카쿠마 아이
고등부 3학년인 여자. 오컬트 연구부 부장.
아사히 시즈쿠(朝日 雫)
고등부 3학년인 여자. 매스미디어 부장. 신문사 국장의 딸.
전 학생회장
성우 - 시마자키 노부나가
실명 불명. 고등부 3학년 A반인 남자. 화도부에도 소속. 입학시에 고립되어 주위에 익숙하지 않은 시로가네 미유키를 학생회에 초대했다.

### 중등부 학생회
시로가네 케이(白銀 圭)
성우 - 스즈시로 사유미
미유키의 여동생. 중등부 2학년 B반. 중등부 학생회 회계. 8월 1일생. B형.
롱 헤어로 레이스 헤어밴드를 하고 있다. 똑바른 성격으로 동급생들에게도 남녀 불문하고 인기가 있다. 집안의 경제 상태에서 오빠만큼이나 경제 관념이 발달해 있다. 신문 배달을 하고 있지만 번 월급은 모두 가계에 더해지고 있다. 사고방식이나 취향도 오빠를 닮아서 카구야를 좋아한다.
후지와라 모에하(藤原 萌葉)
성우 - 오자와 아리
후지와라가의 삼녀. 중등부 2학년 B반. 중등부 학생회 부회장. 6월 26일생. AB형.

### 교원
Adolfe Pescarolo
성우 - 야마모토 이타루
슈치인 학원의 교장.

### 시노미야가
시노미야 간안(四宮 雁庵)
성우 - 츠다 에이조
카구야의 아버지. 4대 재벌인 시노미야 그룹의 총수로 교토의 본저에 있다. 카구야와의 관계는 차갑고, 하야사카에게도 미움받는다.
시미즈 나요타케({{lang|ja|清水 名夜竹})
카구야의 어머니. 고인.
시노미야 오코(四宮 黄光)
시노미야가의 장남.
시노미야 세이류(四宮 青龍)
시노미야가의 차남.
시노미야 운요(四宮 雲鷹)
시노미야가의 삼남.
하야사카 나오(早坂 奈央)
성우 - 유키나리 토아
하야사카 아이의 어머니.

### 시로가네가
시로가네의 아버지
성우 - 코야스 타케히토
40대. 본명 불명, 직업 불명. 공장 경영에 실패해 아이 2명과 월 5만 엔 아파트에 사는 등 경제상태는 빈곤하다.
시로가네의 어머니
본명 불명. 시로가네의 아버지와는 대학의 세미나로 알게 되었다.

### 후지와라가
후지와라 토요미(藤原 豊実)
성우 - 코마츠 미카코
후지와라가의 장녀.
후지와라 다이치(藤原 大地)
성우 - 카케가와 히로히코
후지와라의 아버지. 정치인.
후지와라 마호(藤原 万穂)
후지와라의 어머니.
페스(ペス)
성우 - 이시카리 유우키
후지와라의 개

### 그 외의 등장인물
타누마 쇼조(田沼 正造)
성우 - 모리타 준페이
카구야가 쓰러졌을 때 담당한 의사. 세계의 명의 10선에 선정될 정도의 천재 심장 외과 의사로, 소아 심장 우회 수술의 제1인자로 알려져 있다. 시노미야가 안고 있는 의사이며, 카구야의 어머니도 알고 있다.
오오토모 쿄코(大友 京子)
성우 - 우에다 레이나
이시가미의 중등부 시절의 동급생.
오기노 코우(萩野 コウ)
성우 - 카와니시 켄고
오오토모의 중등부 시절의 동급생. 연극부 부장. 앞면은 오오토모와 깨끗한 교제를 하는 한편, 뒤에서는 오오토모를 망치려고 하고 있었다. 거기에 느껴진 이시가미가 충고하는 것도 듣지 못했기 때문에 폭력 사태로 발전해 버린다.

## 서지 정보
- 아카사카 아카 《카구야 님은 고백받고 싶어 ~천재들의 연애 두뇌전~》 슈에이샤 〈영 점프 코믹스〉, 전 28권
  1. 2016년 3월 23일 발행(3월 18일 발매[集 1]), ISBN 978-4-08-890432-0
  2. 2016년 7월 24일 발행(7월 19일 발매[集 2]), ISBN 978-4-08-890468-9
  3. 2016년 10월 24일 발행(10월 19일 발매[集 3]), ISBN 978-4-08-890508-2
  4. 2017년 1월 24일 발행(1월 19일 발매[集 4]), ISBN 978-4-08-890572-3
  5. 2017년 4월 24일 발행(4월 19일 발매[集 5]), ISBN 978-4-08-890623-2
  6. 2017년 7월 24일 발행(7월 19일 발행[集 6]), ISBN 978-4-08-890702-4
  7. 2017년 10월 24일 발행(10월 19일 발행[集 7]), ISBN 978-4-08-890762-8
  8. 2018년 1월 24일 발행(1월 19일 발행[集 8]), ISBN 978-4-08-890840-3
  9. 2018년 4월 24일 발행(4월 19일 발행[集 9]), ISBN 978-4-08-890891-5
  10. 2018년 6월 24일 발행(6월 19일 발행[集 10]), ISBN 978-4-08-891041-3
  11. 2018년 9월 24일 발행(9월 19일 발행[集 11]), ISBN 978-4-08-891094-9
  12. 2018년 12월 24일 발행(12월 19일 발행[集 12]), ISBN 978-4-08-891178-6
  13. 2019년 1월 23일 발행(1월 18일 발행[集 13]), ISBN 978-4-08-891193-9
  14. 2019년 3월 24일 발행(3월 19일 발행[集 14]), ISBN 978-4-08-891231-8
  15. 2019년 7월 24일 발행(7월 19일 발행[集 15]), ISBN 978-4-08-891320-9
  16. 2019년 9월 24일 발행(9월 19일 발행[集 16]), ISBN 978-4-08-891367-4
  17. 2020년 1월 22일 발행(1월 17일 발행[集 17]), ISBN 978-4-08-891457-2
  18. 2020년 4월 22일 발행(4월 17일 발행[集 18]), ISBN 978-4-08-891527-2
  19. 2020년 7월 22일 발행(7월 17일 발행[集 19]), ISBN 978-4-08-891646-0
  20. 2020년 11월 24일 발행(11월 19일 발행[集 20]), ISBN 978-4-08-891716-0
  21. 2021년 2월 24일 발행(2월 19일 발행[集 21]), ISBN 978-4-08-891753-5
  22. 2021년 5월 24일 발행(5월 19일 발행[集 22]), ISBN 978-4-08-891870-9
    - 《애니메이션 DVD 동봉판》 같은 날 발매[集 23], ISBN 978-4-08-908401-4

  23. 2021년 8월 23일 발행(8월 18일 발행[集 24]), ISBN 978-4-08-892054-2
  24. 2021년 12월 22일 발행(12월 17일 발행[集 25]), ISBN 978-4-08-892161-7
  25. 2022년 3월 23일 발행(3월 18일 발행[集 26]), ISBN 978-4-08-892252-2
  26. 2022년 6월 22일 발행(6월 17일 발행[集 27]), ISBN 978-4-08-892364-2
  27. 2022년 10월 24일 발행(10월 19일 발행[14]), ISBN 978-4-08-892430-4
  28. 2022년 12월 24일 발행(12월 19일 발행[15]), ISBN 978-4-08-892534-9
- 원작: 아카사카 아카, 만화: 사카야마 산타 《카구야 님은 고백받고 싶어 동인판》 슈에이샤 〈영 점프 코믹스〉, 전 4권
  1. 2018년 12월 24일 발행(12월 19일 발행[集 28]), ISBN 978-4-08-891179-3
  2. 2019년 3월 24일 발행(3월 19일 발행[集 29]), ISBN 978-4-08-891232-5
  3. 2020년 1월 22일 발행(1월 17일 발행[集 30]), ISBN 978-4-08-891459-6
  4. 2020년 7월 22일 발행(7월 17일 발행[集 31]), ISBN 978-4-08-891648-4
- 원작: 아카사카 아카, 만화: G3이다 《카구야 님을 이야기하고 싶어》 슈에이샤 〈영 점프 코믹스〉, 전 8권
  1. 2019년 3월 24일 발행(3월 19일 발행[集 32]), ISBN 978-4-08-891233-2
  2. 2020년 1월 22일 발행(1월 17일 발행[集 33]), ISBN 978-4-08-891458-9
  3. 2020년 7월 22일 발행(7월 17일 발행[集 34]), ISBN 978-4-08-891647-7
  4. 2021년 2월 24일 발행(2월 19일 발행[集 35]), ISBN 978-4-08-891754-2
  5. 2021년 8월 23일 발행(8월 18일 발행[集 36]), ISBN 978-4-08-892055-9
  6. 2022년 3월 23일 발행(3월 18일 발행[集 37]), ISBN 978-4-08-892248-5
  7. 2022년 10월 24일 발행(10월 19일 발행[集 38]), ISBN 978-4-08-892510-3
  8. 2022년 12월 24일 발행(12월 19일 발행[集 39]), ISBN 978-4-08-892536-3

## 애니메이션
2018년 5월 31일, 애니화가 결정되었고, 2019년 1월 12일부터 3월 30일까지 마이니치 방송 등에서 방영되었다. 나레이션은 아오야마 유타카.
1기 종영 이후 2019년 10월, 2기 제작이 발표되었으며, 《카구야 님은 고백받고 싶어? ~천재들의 연애 두뇌전~》라는 제목으로 2020년 4월 11일부터 6월 27일까지 방영되었다. 2021년 5월 19일에는 OVA가 코믹스 22권 특장판에 포함되었다.
2020년 10월, 3기 제작과 2021년에 신작 OVA 발매가 발표되었고 3기는 《카구야 님은 고백받고 싶어 -울트라 로맨틱-》라는 제목으로 2022년 4월부터 6월까지 방영되었다.
3기 방송 종료 후에는 신작 애니메이션의 제작이 발표되었다. 원작 크리스마스 편에 해당하는 에피소드가 TV 스페셜 《카구야 님은 고백받고 싶어 -첫 키스는 끝나지 않아-》라는 제목으로 제작되었다. 텔레비전 방송에 앞서 전국 51개 극장에서 2022년 12월 17일 공개되었으며, 텔레비전 방송은 2023년 4월 1일부터 진행되었다.

### 인터넷 밈
애니메이션 3화 엔딩에서는 후지와라 치카가 나와 자신의 캐릭터송인 반짝반짝 치카치카를 틀고 춤을 추는 영상이 나오는데, 이것이 네티즌들 사이에서 화제가 되었다. 이른바 치카 댄스라고도 불리며, 해당 엔딩은 로토스코핑을 이용하여 제작하였다.
한편 최초로 엔딩 영상을 올린 애니플렉스 유튜브 채널에서는 조회수가 600만을 넘기도 했으며, 애니맥스 코리아 유튜브 채널에 올라온 영상도 조회수 100만을 넘었다.
뿐만 아니라, 원작 29화 및 애니메이션판 8화에서 치카가 학생회 부실로 처음 찾아온 시로가네 케이를 보면서 한 안녕하살법도 화제가 되기도 했다.

### 스태프
- 원작 - 아카사카 아카
- 감독 - 하타케야마 마모루(畠山 守)
- 시리즈 구성 - 나카니시 야스히로(中西やすひろ)
- 캐릭터 디자인 - 야히로 유코(八尋裕子)
- 프롭 디자인 - 키도 타카유키(木藤貴之)
- 미술 감독 - 와카바야시 리사(若林里沙)
- 미술 설정 - 마츠모토 히로키(松本浩樹), 코야마 마유코(小山真由子)(제1기, 제2기), 히라기 미키야(平義樹弥)(제3기, TVSP)
- 색채 설계 - 호카리 카나코(ホカリカナコ)
- CG 감독 - 쿠리바야시 히로키(栗林裕紀)
- 촬영 감독 - 오카자키 마사하루(岡崎正春), 信川公哉(TVSP)
- 편집 -  마츠바라 리에(松原理恵)
- 음향 감독 - 아케타가와 진(明田川仁)
- 음악 - 하네오카 케이(羽岡佳)
- 음악 프로듀서 - 야마노우치 마사하루(山内真治)
- 음악 제작 - 애니플렉스
- 프로듀서 - 이시카와 타츠야(石川達也), 나카지마 나오토(中島直人)(제1기), 후나코시 타쿠(船越 拓), 마에다 토시히로(前田俊博), 하야시 타츠로(林辰朗)(제2기), 네기시 겐키(根岸弦輝)(제3기)
- 애니메이션 프로듀서 - 야마다 켄시로(山田賢志郎)(제1기, 제2기), 키쿠치 유이치로(菊池雄一郎)(제2기, 제3기, TVSP)
- 애니메이션 제작 - A-1 Pictures
- 제작 - 카구야 님은 고백받고 싶어 제작위원회(애니플렉스, 슈에이샤, JR 동일본 기획, 마이니치 방송)

### 주제가
러브 드라마틱 feat. 이하라 릿카(ラブ・ドラマティック feat. 伊原六花)
제1기 오프닝 테마. 노래는 스즈키 마사유키, 작곡·편곡은 미즈노 요시키, 편곡은 미즈노 요시키, 피처링 보컬은 이하라 릿카.
센티멘탈 크라이시스(センチメンタルクライシス)
제1기 엔딩 테마. 노래는 halca, 작사는 미야지마 준코, 작곡·편곡은 야마다 류헤이. 제3기 삽압곡으로도 사용되었다.
반짝 반짝 치카 치카(チカっとチカ千花っ♡)
후지와라 치카(코하라 코노미)에 의한 제1기 제3화 특별 엔딩 테마. 작사는 후쿠시마 마키, 작곡은 후쿠시마 세츠.
DADDY ! DADDY ! DO ! feat. 스즈키 아이리(DADDY ! DADDY ! DO ! feat. 鈴木愛理)
제2기 오프닝 테마. 노래는 스즈키 마사유키, 작곡·편곡은 미즈노 요시키, 편곡은 미즈노 요시키, 피처링 보컬은 스즈키 아이리.
바람이 휘날려(風に吹かれて)
제2기 엔딩 테마. 노래는 후쿠하라 하루카, 작사·작곡은 오구라 신고, 편곡은 우메하라 아라타.
GIRI GIRI
제3기 오프닝 테마. 노래는 스즈키 마사유키, 작곡·편곡은 미즈노 요시키, 편곡은 미즈노 요시키, 피처링 보컬은 스우.
하트는 속수무책(ハートはお手上げ)
제3기 엔딩 테마. 노래는 스즈키 아이리, 작사는 타카하시 쿠미코, 작곡은 미즈노 요시키, 편곡은 혼마 아키미츠.
My Nonfiction
시로가네 미유키(후루카와 마코토)와 후지와라 치카(코하라 코노미)에 의한 제3기 제5화 특별 엔딩 테마. 작사는 앗코 고릴라, 작곡은 아코 고릴라와 PARK GOLF, 편곡은 PARK GOLF.
상냥함의 기억(やさしさの記憶)
maimie의 제2기 삽입곡.작사는 쿠마노 키요미, 작곡·편곡은 하네오카 케이.
당신의 하트에 헤드 샷!(あなたの♡にヘッドショット!)
코쿠도 카온에 의한 제3기 삽입곡. 작사는  아카사카 아카, 작곡·편곡은 하네오카 케이.
슬퍼서 lulululu(悲しくて lulululu)
하야사카 아이(하나모리 유미리)의 제3기 삽입곡. 작사는 아카사카 아카와 쿠마노 키요미, 작곡은 니시다 케이키, 편곡은 아다니야 코키.
봄빛 립스틱(春色リップ)
고백 RADIO Loves 하나모리 유미리에 의한 제3기 삽입곡. 작사·작곡·편곡은 니시다 케이키.

### 방영 목록
| 화수   | 제목 | 각본              | 그림 콘티                                    | 연출                              | 작화 감독                                                                                  | 총작화 감독                             | 방송일          |
| 제1기  | 제1기 | 제1기             | 제1기                                        | 제1기                             | 제1기                                                                                      | 제1기                                   | 제1기           |
| ------ | --- | ----------------- | -------------------------------------------- | --------------------------------- | ------------------------------------------------------------------------------------------ | --------------------------------------- | --------------- |
| 제1화  | 「映画に誘わせたい」 영화 보러 가자고 해줬으면 해「かぐや様は止められたい」 카구야 님은 말려주길 원해「かぐや様はいただきたい」 카구야 님은 먹고 싶어                                                                         | 나카니시 야스히로 | 하타케야마 마모루                            | 아베 유지로                       | 키도 타카유키 사토 코노미 카와사키 레이나                                                  | 야히로 유코                             | 2019년 1월 12일 |
| 제2화  | 「かぐや様は交換したい」 카구야 님은 교환하고 싶어「藤原ちゃんは出かけたい」 후지와라는 나가고 싶어「白銀御行は隠したい」 시로가네 미유키는 숨기고 싶어                                                                       | 나카니시 야스히로 | 十的一発                                     | 쿠보 타로                         | 이시카와 요이치 이모토 카즈아키                                                            | 야코 히로시                             | 1월 19일        |
| 제3화  | 「白銀御行はまだしてない」 시로가네 미유키는 아직 하지 않았다「かぐや様は当てられたい」 카구야 님은 맞혀 줬으면 해「かぐや様は歩きたい」 카구야 님은 걷고 싶어                                                                | 스가와라 유키에   | 하타케야마 마모루                            | 이소노                            | 하리바 유코 이시자키 나츠미                                                                | 하리바 유코                             | 1월 26일        |
| 제4화  | 「かぐや様は愛でたい」 카구야 님은 귀여워하고 싶어「生徒会は言わせたい」 학생회는 말하게 하고 싶어「かぐや様は送らせたい」 카구야 님은 보내줬으면 해「白銀御行は話したい」 시로가네 미유키는 말하고 싶어                      | 스가와라 유키에   | 오하라 마사카즈                              | 우츠노미야 마사키                 | 야마다 슌타로 카마다 히토시 이시카와 요이치 카와사키 레이나                                | 야코 히로시                             | 2월 2일         |
| 제5화  | 「かぐや様はこなしたい」 카구야 님은 해내고 싶어「白銀御行は見せつけたい」 시로가네 미유키는 보여주고 싶어「かぐや様は差されたい」 카구야 님은 씌워 줬으면 해                                                                 | 나카니시 야스히로 | 오이카와 케이                                | 토비타 츠요시                     | 노마 사토시 야마자키 코헤이 우쿨렐레 젠지로                                                | 토리이 타카시                           | 2월 9일         |
| 제6화  | 「石上優は生き延びたい」 이시가미 유우는 살아남고 싶어「藤原千花はテストしたい」 후지와라 치카는 테스트하고 싶어「かぐや様は気づかれたい」 카구야 님은 눈치채 줬으면 해                                                       | 스가와라 유키에   | 하타케야마 마모루                            | 키쿠치 타카유키                   | 사토 코노미 이모토 카즈아키 키도 타카유키                                                  | 야코 히로시                             | 2월 16일        |
| 제7화  | 「白銀御行は働きたい」 시로가네 미유키는 일하고 싶어「かぐや様は入れたい」 카구야 님은 가입시키고 싶어「かぐや様は堪えたい」 카구야 님은 참고 싶어                                                                            | 나카니시 야스히로 | 하타케야마 마모루                            | 아베 유지로                       | 군소 야마구치 진시치 야마자키 코헤이 노마 사토시                                           | 야히로 유코                             | 2월 23일        |
| 제8화  | 「かぐや様は呼ばせたい」 카구야 님은 불리고 싶어「白銀御行は負けられない」 시로가네 미유키는 질 수 없어「そして石上優は目を閉じた」 그렇게 이시가미 유우는 눈을 감았다                                                        | 나카니시 야스히로 | 사이토 테츠히토                              | 쿠보 타로                         | 카와사키 레이나 박애리 하시구치 하야토 이시카와 요이치                                     | 야코 히로시                             | 3월 2일         |
| 제9화  | 「かぐや様は送りたい」 카구야 님은 데려다 주고 싶어藤原千花は見舞いたい」 후지와라 치카는 병문안 가고 싶어「四宮かぐやについて①」 시노미야 카구야에 대해 ①                                                                    | 스가와라 유키에   | 오하라 마사카즈                              | 오하라 마사카즈                   | 야마다 슌타로 이시자키 나츠미 하리바 유코                                                  | 하리바 유코                             | 3월 9일         |
| 제10화 | 「かぐや様は許せない」 카구야 님은 용서 못 해「かぐや様は許したい」 카구야 님은 용서하고 싶어「白銀御行は出かけたい」 시로가네 미유키는 나가고 싶어                                                                           | 나카니시 야스히로 | 후지사와 토시유키                            | 토비타 츠요시                     | 이모토 카즈아키 야마자키 코헤이 사토 코노미 토리이 타카시                                  | 토리이 타카시                           | 3월 16일        |
| 제11화 | 「早坂愛は浸かりたい」 하야사카 아이는 담그고 싶어「藤原千花は超食べたい」 후지와라 치카는 너무 먹고 싶어「白銀御行は出会いたい」 시로가네 미유키는 만나고 싶어「花火の音は聞こえない」前編 불꽃의 소리는 들리지 않는다, 전편 | 스가와라 유키에   | 나카무라 테츠하루                            | 이케다 아이카                     | 키도 타카유키 노마 사토시 야마구치 진시치 박애리 홍유미                                    | 야코 히로시                             | 3월 23일        |
| 제12화 | 「花火の音は聞こえない」後編 불꽃의 소리는 들리지 않는다, 후편「かぐや様は避けたくない」 카구야 님은 피하고 싶지 않아 | 스가와라 유키에   | 하타케야마 마모루                            | 키쿠치 타카유키 하타케야마 마모루 | 이시자키 나츠미 카와사키 레이나 사토 코노미 군소 이시카와 요이치 하리바 유코 박애리 심민현 | 야히로 유코                             | 3월 30일        |
| 제2기  | |                   |                                              |                                   |                                                                                            |                                         |                 |
| 제1화  | 「早坂愛は防ぎたい」 하야사카 아이는 막고 싶어「生徒会は神ってない」 학생회에는 신이 없다「かぐや様は結婚したい」 카구야 님은 결혼하고 싶어「かぐや様は祝いたい」 카구야 님은 축하하고 싶어                                   | 나카니시 야스히로 | 하타케야마 마모루                            | 토비타 츠요시                     | 사토 코노미 키도 타카유키 노마 사토시 야마다 슌타로                                        | 야코 히로시                             | 2020년 4월 11일 |
| 제2화  | 「かぐや様は聞き出したい」 카구야 님은 알아내고 싶어「かぐや様は贈りたい」 카구야 님은 주고 싶어「藤原千花は確かめたい」 후지와라 치카는 확인하고 싶어                                                                        | 나카니시 야스히로 | 十的一発                                     | 쿠보 타로                         | 키도 타카유키 노마 사토시 사토 코노미                                                      | 야코 히로시                             | 4월 18일        |
| 제3화  | 「白銀御行は見上げたい」 시로가네 미유키는 올려다보고 싶어「第67期生徒会」 제67기 학생회「かぐや様は呼びたくない」 카구야 님은 부르고 싶지 않아                                                                               | 스가와라 유키에   | 아베 유지로                                  | 아베 유지로                       | 야마자키 코헤이 카와사키 레이나                                                            | 야히로 유코 야마구치 진시치 야코 히로시 | 4월 25일        |
| 제4화  | 「早坂愛はオトしたい」 하야사카 아이는 함락시키고 싶어「かぐや様は告ら"れ"たい」 카구야 님은 고백 듣고 싶어「伊井野ミコは正したい」 이이노 미코는 바로잡고 싶어                                                               | 스가와라 유키에   | 하타케야마 마모루                            | 이케다 아이카                     | 하리바 유코 이시자키 나츠미                                                                | 하리바 유코                             | 5월 2일         |
| 제5화  | 「白銀御行はモテたい」 시로가네 미유키는 인기 끌고 싶어「柏木渚は慰めたい」 카시와기 나기사는 위로하고 싶어「白銀御行は歌いたい」 시로가네 미유키는 노래하고 싶어「かぐや様は蹴落としたい」 카구야 님은 떨어뜨리고 싶어       | 나카니시 야스히로 | 후지사와 토시유키                            | 키쿠치 타카유키                   | 하시구치 하야토 야마다 슌타로 이모토 카즈아키                                              | 하리바 유코                             | 5월 9일         |
| 제6화  | 「伊井野ミコを笑わせない」 이이노 미코를 비웃을 수 없어「伊井野ミコを笑わせたい」 이이노 미코를 웃게 하고 싶어「かぐや様は呼ばれない」 카구야 님은 불리지 않아                                                                | 나카니시 야스히로 | 하타케야마 마모루                            | 니시나 쿠니야스                   | 사이토 준이치 이시카와 요이치 박애리                                                       | 야코 히로시                             | 5월 16일        |
| 제7화  | 「かぐや様は脱がせたい」 카구야 님은 벗기고 싶어「かぐや様は出させたい」 카구야 님은 분비시키고 싶어「白銀御行は読ませたい」 시로가네 미유키는 읽게 하고 싶어「かぐや様♡アクアリウム」 카구야님♥아쿠아리움                    | 스가와라 유키에   | 이케다 아이카                                | 이케다 아이카                     | 하리바 유코 이시자키 나츠미                                                                | 하리바 유코                             | 5월 23일        |
| 제8화  | 「伊井野ミコは抑えたい」 이이노 미코는 억누르고 싶어「かぐや様は怯えない」 카구야 님은 겁먹지 않아「かぐや様は診られたい」 카구야 님은 진단받고 싶어                                                                          | 스가와라 유키에   | 토비타 츠요시                                | 토비타 츠요시                     | 사이토 준이치 이시카와 요이치 박애리                                                       | 타나카 키이                             | 5월 30일        |
| 제9화  | 「そして石上優は目を閉じた②」 그리고 이시가미 유우는 눈을 감았다②「かぐや様は触りたい」 카구야 님은 만지고 싶어「かぐや様は断らない」 카구야 님은 거절하지 않아                                                               | 나카니시 야스히로 | 하타케야마 마모루                            | 아이케이 료타                     | 카와사키 레이나 야마자키 코헤이                                                            | 야마구치 진시치 야코 히로시             | 6월 6일         |
| 제10화 | 「白銀圭は話せない」 시로가네 케이는 말할 수 없어「白銀御行は踊りたい」 시로가네는 춤추고 싶어「大仏こばちは取り締まりたい」 오사라기 코바치는 단속하고 싶어「白銀父は聞き出したい」 시로가네 아버지는 알아내고 싶어          | 스가와라 유키에   | 토시코 토미코 오하라 마사카즈                | 키쿠치 타카유키                   | 사이토 준이치 이시카와 요이치                                                              | 야코 히로시                             | 6월 13일        |
| 제11화 | 「そして石上優は目を閉じた③」 그리고 이시가미 유우는 눈을 감았다③「白銀御行と石上優」 시로가네 미유키와 이시가미 유우「大友京子は気づかない」 오오토모 쿄코는 눈치채지 못해                                                   | 스가와라 유키에   | 아이자와 카게츠                              | 스즈키 모에                       | 사토 코노미 키도 타카유키 노마 사토시 박애리                                               | 야코 히로시                             | 6월 20일        |
| 제12화 | 「生徒会は撮られたい」 학생회는 찍히고 싶어「生徒会は撮らせたい」 학생회는 찍게 하고 싶어「藤原千花は膨らませたい」 후지와라 치카는 부풀리고 싶어                                                                             | 나카니시 야스히로 | 하타케야마 마모루                            | 아베 유지로                       | 박애리 카와사키 레이나 하시구치 하야토 야마다 슌타로 이모토 카즈아키                       | 타나카 키이                             | 6월 27일        |
| OVA    | 「かぐや様ダークネスvolume 1」 카구야 님 다크니스 Volume 1「かぐや様ダークネスvolume 2」 카구야 님 다크니스 Volume 2「かぐや様は食べさせたい」 카구야 님은 먹여주고 싶어                                                      | 나카니시 야스히로 | 하타케야마 마모루 十的一発                   | 쿠보 타로                         | 노마 사토시 사이토 준이치 키도 타카유키 이시카와 요이치                                    | 야코 히로시                             | 2021년 5월 19일 |
| 제3기  | |                   |                                              |                                   |                                                                                            |                                         |                 |
| PV     | 「石上優は語りたい」 이시가미는 이야기하고 싶어 | 나카니시 야스히로 | 하타케야마 마모루                            | 이케다 아이카                     | 미즈타니 유이치로                                                                          | 야코 히로시                             | 10월 29일       |
| 제1화  | 「伊井野ミコは癒されたい」 이이노 미코는 힐링하고 싶어「かぐや様は気づかない」 카구야 님은 눈치채지 못해「藤原千花は闘いたい」 후지와라 치카는 싸우고 싶어                                                                    | 나카니시 야스히로 | 하타케야마 마모루                            | 하타케야마 마모루 키쿠치 타카유키 | -                                                                                          | -                                       | 2022년 4월 9일  |
| 제2화  | 「白銀御行は取り持ちたい」 시로가네 미유키는 중재하고 싶어「かぐや様は連れ出したい」 카구야 님은 데리고 나가고 싶어「かぐや様は阻止したい」 카구야 님은 저지하고 싶어                                                         | 나카니시 야스히로 | 오하라 마사카즈                              | 오하라 마사카즈                   | 오오쿠보 코타로 이시카와 요이치                                                            | 키비단고 14호                           | 4월 16일        |
| 제3화  | 「柏木渚は誅したい」 카시와기 나기사는 벌하고 싶어「四条眞妃は何とかしたい」 시죠 마키는 어떻게든 하고 싶어「白銀御行は信じられたい」 시로가네 미유키는 믿음을 얻고 싶어                                                      | 스가와라 유키에   | 하타케야마 마모루                            | 이케다 아이카                     | 야코 히로시 미즈타니 유이치로 요코야마 호노카                                              | 야코 히로시                             | 4월 23일        |
| 제4화  | 「四宮かぐやの無理難題「燕の子安貝」編①」 시노미야 카구야의 무리난제 제비 조개편1「石上優はこたえたい」 이시가미 유우는 부응하고 싶어「藤原千花は泊まりたい」 후지와라 치카는 자고 가고 싶어                                  | 스가와라 유키에   | 카메이 칸타                                  | 토비타 츠요시                     | 노마 사토시 하시구치 하야토                                                                | 카와카미 테츠야                         | 4월 30일        |
| 제5화  | 「藤原千花は刻みたい」 후지와라 치카는 새기고 싶어「早坂愛は話したい」 하야사카 아이는 말하고 싶어「四条眞妃は頼りたい」 시죠 마키는 의지하고 싶어                                                                            | 나카니시 야스히로 | 와타나베 토시노리 하타케야마 마모루(랩 파트) | 키쿠치 타카유키                   | 사이토 준이치 세라 코타 요코야마 호노카                                                    | 하리바 유코 타나카 키이                 | 5월 7일         |
| 제6화  | 「生徒会は進みたい」 학생회는 나아가고 싶어「白銀御行は告らせたい②」 시로가네 미유키는 고백 받고 싶어2「白銀御行は告らせたい③」 시로가네 미유키는 고백 받고 싶어3                                                             | 나카니시 야스히로 | 카와바타 타카시                              | 나카니시 모토키                   | 야마다 슌타로 키사키 신야 오오쿠보 코타로 나가노 미하루 카토 토시히토 이모토 카즈아키      | 야코 히로시                             | 5월 14일        |
| 제7화  | 「伊井野ミコは愛せない①」 이이노 미코는 사랑할 수 없어 1「文化祭を語りたい」 문화제를 이야기하고 싶어「白銀御行は膨らませたい」 시로가네 미유키는 부풀리고 싶어                                                               | 스가와라 유키에   | 하타케야마 마모루                            | 와타나베 유키                     | 야마자키 코헤이 노마 사토시                                                                | 타나카 키이                             | 5월 21일        |
| 제8화  | 「白銀圭は見せつけたい」 시로가네 케이는 과시하고 싶어「四宮かぐやについて②」 시노미야 카구야에 대해 2「かぐや様は告りたい」 시노미야 카구야는 고백받고 싶어                                                                  | 스가와라 유키에   | 키무라 노부카게                              | 키무라 노부카게                   | 미즈타니 유이치로 키도 타카유키 이시카와 요이치 나가노 미하루                              | 키비단고 14호                           | 5월 28일        |
| 제9화  | 「1年生 春」 1년 전 봄「かぐや様の文化祭」 카구야 님의 문화제「石上優の文化祭」 이시가미 유우의 문화제 | 나카니시 야스히로 | 하타케야마 마모루                            | 나카니시 모토키                   | 카와사키 레이나 야마자키 코헤이                                                            | 카와카미 테츠야                         | 6월 4일         |
| 제10화 | 「槇原こずえは遊びたい」 마키하라 코즈에는 놀고싶어「藤原千花は暴きたい」 후지와라 치카는 폭로하고 싶어「白銀御行の文化祭」 시로가네 미유키의 문화제                                                                          | 나카니시 야스히로 | 우시지마 신이치로                            | 키타무라 쇼타로                   | 오오타 신노스케 세라 코타 요코야마 호노카                                                  | 마사노리 코지                           | 6월 11일        |
| 제11화 | 「白銀御行は告らせたい④」 시로가네 미유키는 고백 받고 싶어4「子安つばめは断りたい」 코야스 츠바메는 거절하고 싶어「白銀御行は告らせたい⑤」 시로가네 미유키는 고백 받고 싶어5                                                  | 스가와라 유키에   | 아이케이 료타                                | 아이케이 료타                     | 나가노 미하루 야마자키 코헤이 사이토 준이치                                                | 야코 히로시                             | 6월 18일        |
| 제12화 | かぐや様は告りたい② 카구야 님은 고백하고 싶어2かぐや様は告りたい③ 카구야 님은 고백하고 싶어3「二つの告白」前編 두 개의 고백 전편                                                                                              | 나카니시 야스히로 | 하타케야마 마모루                            | 토비타 츠요시                     | 오오쿠보 코타로 노마 사토시 이시카와 요이치 나가노 미하루                                  | 카와카미 테츠야                         | 6월 25일        |
| 제13화 | 「二つの告白」後編 두 개의 고백 후편秀知院は後夜祭 슈치인은 후야제 | 나카니시 야스히로 | 하타케야마 마모루                            | 키쿠치 타카유키                   | 오오타 신노스케 세라 코타 카와사키 레이나 요코야마 호노카 미즈타니 유이치로                | 마사노리 코지 야히로 유코               | 6월 25일        |
| TVSP   | |                   |                                              |                                   |                                                                                            |                                         |                 |
| 제1화  | 白銀御行は語り合いたい伊井野ミコは語りたい四宮かぐやについて③ | 나카니시 야스히로 | 오하라 마사카즈                              | 오하라 마사카즈                   | 나가노 미하루 카와사키 레이나 야마자키 코헤이 야코 히로시                                  | 야코 히로시                             | 2023년 4월 1일  |
| 제2화  | 四宮かぐやについて④かぐや様は気づかれたい（氷）かぐや様は許したい（氷） | 나카니시 야스히로 | 카와바타 타카시                              | 키쿠치 타카유키                   | 오오쿠보 코타로 키도 타카유키 요시다 와카코 사이토 준이치                                  | 이와사키 레이나 요코야마 호노카         | 2023년 4월 1일  |
| 제3화  | かぐや様はいただきたい（氷）私たちの仮面かぐや様は告りたい（氷） | 나카니시 야스히로 | 키타무라 쇼타로                              | 키타무라 쇼타로                   | 이시카와 요이치 오오쿠보 코타로 코바야시 마리나 이시즈카 미유키                            | 하리바 유코 오오타 신노스케             | 4월 3일         |
| 제4화  | かぐや様はこれでいい | 나카니시 야스히로 | 하타케야마 마모루                            | 토비타 츠요시                     | 나가노 미하루 유카와 준                                                                    | 스루기 사오리                           | 4월 3일         |

## 실사 영화
2019년 9월 6일 개봉. 내레이션은 사토 지로.
파이널은 2021년 8월 20일 개봉.

### 내용주
1. 1 2  2기부터 천재들의 연애 두뇌전이라는 제목이 사라진다. 이는 4권 32화 단행본 보너스 컷에서 "천재들의 연애 두뇌전이라는 타이틀은 슬슬 내려야 하지 않을까"라는 대사를 반영시킨 것으로 보인다.
2. ↑  영화관에서의 선행 상영은 2022년 12월 17일.

### 참조주
1. ↑  “「かぐや様」第3話ED、期間限定公開！ 可愛すぎるダンスに中毒者続出「頭から離れない」「膝から崩れ落ちた」”. 《아니메! 아니메!》 (이도). 2019년 1월 28일. 2019년 6월 15일에 확인함.
2. ↑  “「かぐや様」に池間夏海、浅川梨奈ら出演、佐藤二朗はゴッドハンドとナレーション担当”. 《영화 나탈리》 (나타샤). 2019년 5월 21일. 2019년 6월 15일에 확인함.
3. ↑  “バックナンバー”. 《주간 영 점프 공식 사이트》. 슈에이샤. 2022년 11월 2일에 확인함.
4. ↑  “第65回小学館漫画賞、一般向け部門は「アオアシ」と「かぐや様は告らせたい」が受賞”. 《코믹 나탈리》 (나타샤). 2020년 1월 22일. 2023년 5월 15일에 확인함.
5. ↑  “「かぐや様」最終28巻＆ラスト公式ファンブック＆スピンオフ4コマ発売！ 学園生活を想起させるスペシャルムービーも公開”. 《아니메! 아니메!》 (이도). 2022년 12월 19일. 2023년 5월 16일에 확인함.
6. 1 2 3 4 5 6 7 8 9  “STAFF&CAST”. 《TVアニメ『かぐや様は告らせたい〜天才たちの恋愛頭脳戦〜』公式サイト》. 2021년 3월 19일에 확인함.
7. 1 2  “平野紫耀×橋本環奈で「かぐや様は告らせたい」実写映画化！天才たちの“恋愛頭脳戦”が始まる”. 《映画.com》. 2019년 2월 21일. 2021년 3월 19일에 확인함.
8. ↑  “平野紫耀×橋本環奈「かぐや様は告らせたい」に注目美女ズラリ！池間夏海、浅川梨奈、堀田真由ら”. 《映画.com》. 2019년 5월 21일. 2021년 3월 19일에 확인함.
9. ↑  “佐野勇斗、平野紫耀＆橋本環奈の“地雷”を踏みまくる!?実写「かぐや様は告らせたい」に参戦”. 《映画.com》. 2019년 5월 13일. 2021년 3월 19일에 확인함.
10. 1 2  “「かぐや様は告らせたい」第2期は来年4月から、富田美憂＆日高里菜の出演も決定”. 《コミックナタリー》. ナターシャ. 2019년 12월 22일. 2021년 3월 19일에 확인함.
11. ↑  “日向坂46影山優佳が「かぐや様は告らせたい」出演、「こんな奇跡があるんだ！」”. 《映画ナタリー》. ナターシャ. 2021년 3월 18일. 2021년 3월 19일에 확인함.
12. ↑  “NEWS”. 《福原遥 Music Official Site》. 2020년 3월 19일. 2020년 3월 19일에 확인함.
13. ↑  “『かぐや様は告らせたい ファイナル』に皆の憧れ“つばめ先輩”に、アニメ版で声優を務める福原遥が決定！”. 《シネマNAVI》. 2021년 5월 17일. 2023년 8월 27일에 확인함.
14. ↑  “かぐや様は告らせたい〜天才たちの恋愛頭脳戦〜/27｜赤坂 アカ｜ヤングジャンプコミックス｜”. 2022년 10월 19일에 확인함.
15. ↑  “かぐや様は告らせたい〜天才たちの恋愛頭脳戦〜/28｜赤坂 アカ｜ヤングジャンプコミックス｜”. 2022년 12월 19일에 확인함.
16. ↑  “アニメ「かぐや様は告らせたい」第2期制作決定！生徒会メンバー描いたティザーも”. 《코믹 나탈리》 (나타샤). 2019년 10월 19일. 2019년 10월 19일에 확인함.
17. ↑  anime_kaguya (2019년 12월 21일). “アニメ第2期新映像公開！” (트윗). 2019년 12월 21일에 확인함.
18. ↑  “「かぐや様は告らせたい」新作アニメーション制作決定！”. 《TVアニメ「かぐや様は告らせたい-ウルトラロマンティック-」公式サイト》. 2022년 6월 25일. 2022년 6월 25일에 확인함.
19. ↑  “「THEATER”. 《特別上映版「かぐや様は告らせたい-ファーストキッスは終わらない-」公式サイト》. 2022년 12월 20일. 2022년 12월 20일에 확인함.
20. ↑  “「かぐや様」新作アニメ“クリスマス編”が劇場上映決定、ニュータイプでタイトルを発表”. 《코믹 나탈리》 (나타샤). 2022년 7월 8일. 2022년 7월 9일에 확인함.
21. ↑  “「かぐや様は告らせたい」新作タイトルは「ファーストキッスは終わらない」劇場で特別上映も実施♪”. 《아니메! 아니메!》 (이도). 2022년 7월 12일. 2022년 7월 12일에 확인함.
22. ↑  “[카구야 님은 고백 받고 싶어] 화제의 ED - 반짝반짝 치카치카”. 《YouTube (애니맥스 코리아)》. 2019년 1월 30일.
23. ↑  “안녕하살법”. 《YouTube》. 2019년 5월 14일.
24. ↑  “鈴木雅之：音楽活動39年で初のテレビアニメ主題歌　ラブコメ「かぐや様は告らせたい」でラブソング”. 《MANTANWEB》. 2019년 1월 4일. 2019년 1월 4일에 확인함.
25. ↑  “MUSIC”. 《TVアニメ『かぐや様は告らせたい〜天才たちの恋愛頭脳戦〜』公式サイト》. 2018년 11월 23일에 확인함.
26. ↑  “MUSIC OPENING”. 《TVアニメ「かぐや様は告らせたい-ウルトラロマンティック-」公式サイト》. 2022년 3월 19일에 확인함.
27. ↑  “MUSIC ENDING”. 《TVアニメ「かぐや様は告らせたい-ウルトラロマンティック-」公式サイト》. 2022년 3월 19일에 확인함.

1. ↑  “かぐや様は告らせたい〜天才たちの恋愛頭脳戦〜/1｜赤坂 アカ｜ヤングジャンプコミックス｜”. 2016년 4월 21일에 확인함.
2. ↑  “かぐや様は告らせたい〜天才たちの恋愛頭脳戦〜/2｜赤坂 アカ｜ヤングジャンプコミックス｜”. 2016년 7월 19일에 확인함.
3. ↑  “かぐや様は告らせたい〜天才たちの恋愛頭脳戦〜/3｜赤坂 アカ｜ヤングジャンプコミックス｜”. 2016년 10월 19일에 확인함.
4. ↑  “かぐや様は告らせたい〜天才たちの恋愛頭脳戦〜/4｜赤坂 アカ｜ヤングジャンプコミックス｜”. 2017년 1월 19일에 확인함.
5. ↑  “かぐや様は告らせたい〜天才たちの恋愛頭脳戦〜/5｜赤坂 アカ｜ヤングジャンプコミックス｜”. 2017년 4월 19일에 확인함.
6. ↑  “かぐや様は告らせたい〜天才たちの恋愛頭脳戦〜/6｜赤坂 アカ｜ヤングジャンプコミックス｜”. 2017년 7월 19일에 확인함.
7. ↑  “かぐや様は告らせたい〜天才たちの恋愛頭脳戦〜/7｜赤坂 アカ｜ヤングジャンプコミックス｜”. 2017년 10월 19일에 확인함.
8. ↑  “かぐや様は告らせたい〜天才たちの恋愛頭脳戦〜/8｜赤坂 アカ｜ヤングジャンプコミックス｜”. 2018년 1월 19일에 확인함.
9. ↑  “かぐや様は告らせたい〜天才たちの恋愛頭脳戦〜/9｜赤坂 アカ｜ヤングジャンプコミックス｜”. 2018년 4월 19일에 확인함.
10. ↑  “かぐや様は告らせたい〜天才たちの恋愛頭脳戦〜/10｜赤坂 アカ｜ヤングジャンプコミックス｜”. 2018년 6월 19일에 확인함.
11. ↑  “かぐや様は告らせたい〜天才たちの恋愛頭脳戦〜/11｜赤坂 アカ｜ヤングジャンプコミックス｜”. 2018년 9월 19일에 확인함.
12. ↑  “かぐや様は告らせたい〜天才たちの恋愛頭脳戦〜/12｜赤坂 アカ｜ヤングジャンプコミックス｜”. 2018년 12월 19일에 확인함.
13. ↑  “かぐや様は告らせたい〜天才たちの恋愛頭脳戦〜/13｜赤坂 アカ｜ヤングジャンプコミックス｜”. 2019년 1월 18일에 확인함.
14. ↑  “かぐや様は告らせたい〜天才たちの恋愛頭脳戦〜/14｜赤坂 アカ｜ヤングジャンプコミックス｜”. 2019년 3월 19일에 확인함.
15. ↑  “かぐや様は告らせたい〜天才たちの恋愛頭脳戦〜/15｜赤坂 アカ｜ヤングジャンプコミックス｜”. 2019년 8월 18일에 확인함.
16. ↑  “かぐや様は告らせたい〜天才たちの恋愛頭脳戦〜/16｜赤坂 アカ｜ヤングジャンプコミックス｜”. 2019년 9월 19일에 확인함.
17. ↑  “かぐや様は告らせたい〜天才たちの恋愛頭脳戦〜/17｜赤坂 アカ｜ヤングジャンプコミックス｜”. 2020년 1월 24일에 확인함.
18. ↑  “かぐや様は告らせたい〜天才たちの恋愛頭脳戦〜/18｜赤坂 アカ｜ヤングジャンプコミックス｜”. 2020년 4월 17일에 확인함.
19. ↑  “かぐや様は告らせたい〜天才たちの恋愛頭脳戦〜/19｜赤坂 アカ｜ヤングジャンプコミックス｜”. 2020년 7월 19일에 확인함.
20. ↑  “かぐや様は告らせたい〜天才たちの恋愛頭脳戦〜/20｜赤坂 アカ｜ヤングジャンプコミックス｜”. 2020년 11월 19일에 확인함.
21. ↑  “かぐや様は告らせたい〜天才たちの恋愛頭脳戦〜/21｜赤坂 アカ｜ヤングジャンプコミックス｜”. 2021년 2월 19일에 확인함.
22. ↑  “かぐや様は告らせたい〜天才たちの恋愛頭脳戦〜/22｜赤坂 アカ｜ヤングジャンプコミックス｜”. 2021년 5월 19일에 확인함.
23. 1 2  “かぐや様は告らせたい〜天才たちの恋愛頭脳戦〜/22 アニメDVD同梱版｜赤坂 アカ｜ヤングジャンプコミックス｜”. 2021년 5월 19일에 확인함.
24. ↑  “かぐや様は告らせたい〜天才たちの恋愛頭脳戦〜/23｜赤坂 アカ｜ヤングジャンプコミックス｜”. 2021년 8월 18일에 확인함.
25. ↑  “かぐや様は告らせたい〜天才たちの恋愛頭脳戦〜/24｜赤坂 アカ｜ヤングジャンプコミックス｜”. 2021년 12월 24일에 확인함.
26. ↑  “かぐや様は告らせたい〜天才たちの恋愛頭脳戦〜/25｜赤坂 アカ｜ヤングジャンプコミックス｜”. 2022년 3월 18일에 확인함.
27. ↑  “かぐや様は告らせたい〜天才たちの恋愛頭脳戦〜/26｜赤坂 アカ｜ヤングジャンプコミックス｜”. 2022년 6월 17일에 확인함.
28. ↑  “かぐや様は告らせたい 同人版/1｜茶菓山しん太｜赤坂 アカ｜ヤングジャンプコミックス｜”. 2018년 12월 19일에 확인함.
29. ↑  “かぐや様は告らせたい 同人版/2｜茶菓山しん太｜赤坂 アカ｜ヤングジャンプコミックス｜”. 2019년 3월 19일에 확인함.
30. ↑  “かぐや様は告らせたい 同人版/3｜茶菓山しん太｜赤坂 アカ｜ヤングジャンプコミックス｜”. 2020년 1월 24일에 확인함.
31. ↑  “かぐや様は告らせたい 同人版/4｜茶菓山しん太｜赤坂 アカ｜ヤングジャンプコミックス｜”. 2020년 7월 19일에 확인함.
32. ↑  “かぐや様を語りたい/1｜G3井田｜赤坂 アカ｜ヤングジャンプコミックス｜”. 2019년 3월 19일에 확인함.
33. ↑  “かぐや様を語りたい/2｜G3井田｜赤坂 アカ｜ヤングジャンプコミックス｜”. 2020년 1월 24일에 확인함.
34. ↑  “かぐや様を語りたい/3｜G3井田｜赤坂 アカ｜ヤングジャンプコミックス｜”. 2020년 7월 19일에 확인함.
35. ↑  “かぐや様を語りたい/4｜G3井田｜赤坂 アカ｜ヤングジャンプコミックス｜”. 2021년 2월 19일에 확인함.
36. ↑  “かぐや様を語りたい/5｜G3井田｜赤坂 アカ｜ヤングジャンプコミックス｜”. 2021년 8월 18일에 확인함.
37. ↑  “かぐや様を語りたい/6｜G3井田｜赤坂 アカ｜ヤングジャンプコミックス｜”. 2022년 3월 18일에 확인함.
38. ↑  “かぐや様を語りたい/7｜G3井田｜赤坂 アカ｜ヤングジャンプコミックス｜”. 2022년 3월 18일에 확인함.
39. ↑  “かぐや様を語りたい/8｜G3井田｜赤坂 アカ｜ヤングジャンプコミックス｜”. 2022년 12월 19일에 확인함.